# Сумельсу, Адольфо
Адо́льфо Бернабе́ Сумельсу́ (исп. Adolfo Bernabé Zumelzú; 5 января 1902 — 29 марта 1973) — аргентинский футболист, выступавший на позиции полузащитника.

## Биография
На клубном уровне выступал за «Тигре», «Расинг» и «Спортиво Палермо». В «Расинге» провёл всего один сезон, но довольно быстро влился в составе и помог команде выиграть последний титул чемпионов Аргентины в любительскую эру. За этот год он провёл 18 матчей и забил один гол. Во многом благодаря этому сезону Сумельсу впоследствии стал вызываться в национальную сборную.
В 1927—1930 годах выступал за сборную Аргентины, провёл 13 матчей, забил 3 мяча. Играл за сборную на двух чемпионатах Южной Америки — 1927 и 1929 годов; оба турнира завершились победой аргентинцев, выигравших все матчи (шесть из шести на двух турнирах), Сумельсу провёл на поле две игры из трёх на первом турнире и все три на втором. Числился в заявке сборной Аргентины на Олимпиаде 1928 года, где команда дошла до финала, в котором уступила уругвайцам, однако там на поле не выходил ни разу. Последним международным турниром в его карьере стал первый чемпионат мира, прошедший в 1930 году. На том турнире он вышел на поле в одном матче, на групповом этапе против мексиканцев, аргентинцы выиграли тот матч 6:3, а Сумельсу, вышедший на поле с капитанской повязкой, забил два мяча. Несмотря на хорошо проведённый матч, больше на том ЧМ на поле он не вышел; его команда вышла в финал, где уступила уругвайцам.